# Narcotic Bureau
Pour plus de détails, voir Fiche technique et Distribution.
Narcotic Bureau (Puppet on a Chain) est un film policier britannique réalisé par Geoffrey Reeve (en) et sorti en 1970.
Il s'agit de l'adaptation du roman éponyme d'Alistair MacLean publié en 1969. Le film se déroule en partie à Amsterdam et comporte une séquence de course poursuite en bateau dans les canaux de la ville, réalisée par Don Sharp.

## Synopsis
Un réseau de trafic de drogue à Amsterdam est responsable de l'entrée de grandes quantités d'héroïne aux États-Unis. Un agent américain est envoyé dans la ville pour démanteler l'organisation criminelle.

## Fiche technique
- Titre français : Narcotic Bureau[2]
- Titre original : Puppet on a Chain
- Réalisation : Geoffrey Reeve (en)

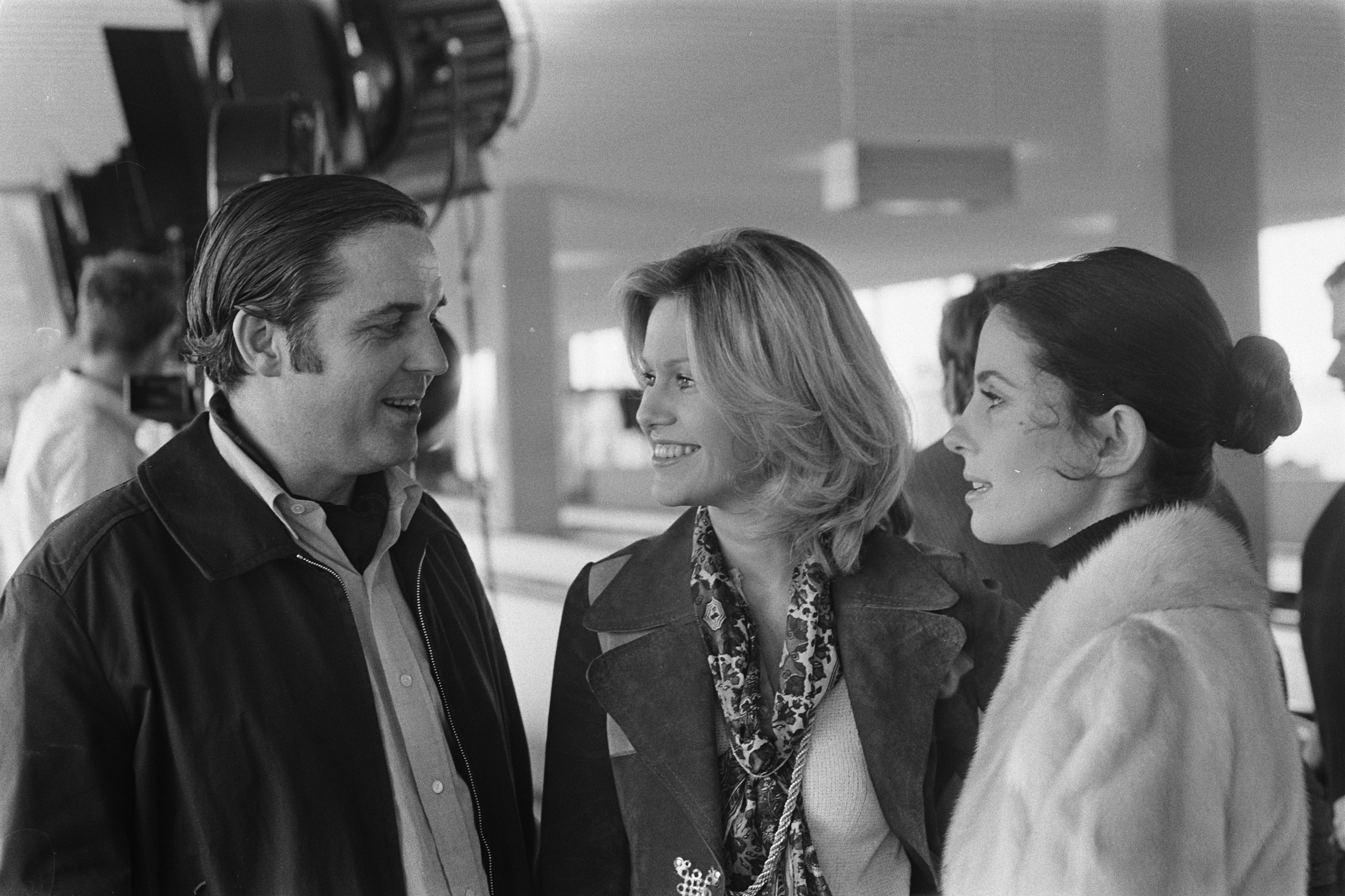
Geoffrey Reeve, Suzanna Leigh et Barbara Parkins.

- Scénario : Alistair MacLean, Paul Wheeler, d'après le roman éponyme d'Alistair MacLean publié en 1969.
- Photographie : Jack Hildyard
- Montage : Bill Lenny
- Musique : Piero Piccioni
- Société de production : Big City Productions
- Société de distribution : Scotia-Barber
- Pays de production :  Royaume-Uni
- Genre : Film policier[2]
- Durée : 98 minutes
- Dates de sortie : 
  - Royaume-Uni : 2 août 1970
  - France : 19 mai 1972[2]

## Distribution
- Sven-Bertil Taube : Paul Sherman
- Barbara Parkins : Maggie
- Alexander Knox : Col. De Graaf
- Patrick Allen : Insp. Van Gelder
- Vladek Sheybal : Meegeren
- Ania Marson : Astrid Lemay
- Stewart F. Lane : George Lemay
- Drewe Henley : Jimmy Duclos
- Michael Mellinger : Hotel Manager
- Penny Casdagli : Trudi
- Peter Hutchins : l'assassin
- Henny Orri : Herta
- Mark Malicz :  Morgenstern
- Peter Brace : Thug
- Gerry Crampton : Thug
- Arnold Diamond : Coroner
- Joe Dunne : Barge-hold henchman
- Leon Eagles : Police Sgt at Station
- George Leech : Thug
- Fred Machon : client de l'hôtel
- John More : client de l'hôtel
- Paddy Smith : Bellboy
- Willem Sibbelee
- Jacques Luijer